# Alinguata neblina
Alinguata neblina är en fjärilsart som beskrevs av Fleming 1948. Alinguata neblina ingår i släktet Alinguata och familjen mångfliksmott, (Alucitidae). Inga underarter finns listade i Catalogue of Life.